# Flagrant
Nella terminologia cestistica statunitense, viene definito flagrant un fallo personale particolarmente grave, paragonabile a quello che in ambito FIBA è conosciuto come fallo antisportivo.

## NBA
Secondo il regolamento della National Basketball Association, il flagrant è un fallo eccessivamente violento e non necessario . 
Esistono due livelli di flagrant, chiamati "flagrant 1" e "flagrant 2": viene punito con il secondo, un fallo di eccessiva gravità. La discrezionalità della scelta spetta agli arbitri, ma con il "flagrant 2" si concretizza un'espulsione immediata del giocatore (così come nel caso di un giocatore che commetta due "flagrant 1" nella stessa partita).
La regola del flagrant è stata modificata più volte nel corso degli anni dalla NBA, ma già dal 1990 venne deciso un inasprimento della sanzione, ovvero l'assegnazione di due tiri liberi più la rimessa offensiva per la squadra che ha subito il fallo. Un giocatore che nel corso della stagione viene sanzionato più volte con un flagrant, può essere sanzionato con multe sempre maggiori e, in qualche caso, con la sospensione. Dalla stagione 2014-2015 una nuova modifica ha stabilito il possesso di palla dopo un solo tiro libero.

## NCAA
Dal 2011 anche la NCAA ha modificato il proprio regolamento, scegliendo anch'essa di utilizzare la distinzione tra "flagrant 1" e "flagrant 2", così come la NBA.

## NFHS
Le regole NFHS (la federazione che regola il basket a livello di high school statunitense) definiscono un fallo flagrant come tecnico o personale.
- Un flagrant "personale" (o fallo intenzionale) è fischiato in caso di contatto eccessivo durante una palla attiva.
- Un flagrant "tecnico" è fischiato in caso di condotta antisportiva o di contatto eccessivo a palla e gioco fermo. Viene fischiato anche in caso di rissa. Per questo tipo fallo è prevista l'espulsione immediata di chi ha commesso il fallo più due tiri liberi e il possesso per la squadra avversaria. Il giocatore espulso verrà sospeso per la partita seguente.